# تری ریچاردسون
 تری ریچاردسون (انگلیسی: Terry Richardson؛ زادهٔ ۱۴ اوت ۱۹۶۵) یک عکاس اهل ایالات متحده آمریکا است. وی از سال ۱۹۹۳ میلادی تاکنون مشغول فعالیت بوده‌است.